# HMS Royal Sovereign (1891)
HMS Royal Sovereign – brytyjski pancernik z przełomu XIX i XX wieku. Był pierwszym okrętem swojego typu. Był to piąty okręt Royal Navy noszący tę nazwę.

## Konstrukcja
Pancerniki typu Royal Sovereign zostały zaprojektowane przez sir Williama White'a. W momencie oddania do służby były najpotężniejszymi okrętami wojennymi na świecie.

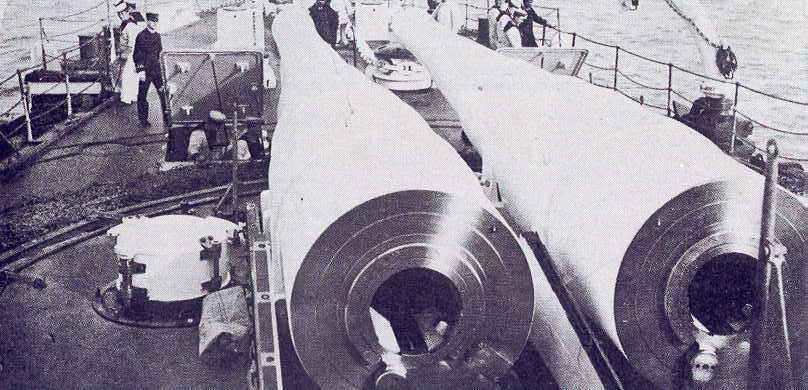
Dziobowe działa „Royal Sovereign” kal. 343 mm w otwartych barbetach

HMS „Royal Sovereign” posiadał artylerię główną kalibru 343 mm rozmieszczoną w dwóch dwudziałowych barbetach. Artyleria średnia składała się z 10 dział kalibru 152 mm, a lekka z 16 dział 57 mm i 12 dział 47 mm. Pancernik posiadał także siedem wyrzutni torpedowych (pięć nawodnych i dwie poniżej linii wodnej). Opancerzenie miało grubość 457 mm w pasie głównym, zmniejszając się po stronie dziobowej i rufowej do 356 mm, a w pasie górnym wynosiło od 102 do 76 mm.
W momencie oddania do służby rozwijał prędkość maksymalną 17,5 węzła, co czyniło go nie tylko najpotężniejszym, ale i najszybszym pancernikiem na świecie.
Okręt miał wysoką wolną burtę, co poprawiało jego walory morskie przy znacznej masie. Początkowo jednak nadmiernie kołysał się na wzburzonym morzu, co zostało skorygowane przez zamontowanie stępki przechyłowej w latach 1894-1895.
W latach 1903–1904 przeszedł modernizację, podczas której zostały usunięte nawodne wyrzutnie torpedowe, a działa 152 mm na górnym pokładzie zostały umieszczone w kazamatach.

## Historia służby
Stępkę pod budowę HMS „Royal Sovereign” położono 30 września 1889 roku w stoczni Portsmouth Dockyard. Wodowanie miało miejsce 26 lutego 1891 roku (matką chrzestną była królowa Wiktoria), wejście do służby 31 maja 1892 roku.
Rozpoczął swą służbę jako okręt flagowy Floty Kanału. W 1892 i 1893 roku brał udział w manewrach Royal Navy. Był jednym z okrętów, który uświetnił otwarcie Kanału Kilońskiego w czerwcu 1895 roku. W kolejnych latach brał udział w manewrach floty, a od września 1897 roku do sierpnia 1902 roku służył we Flocie Śródziemnomorskiej.

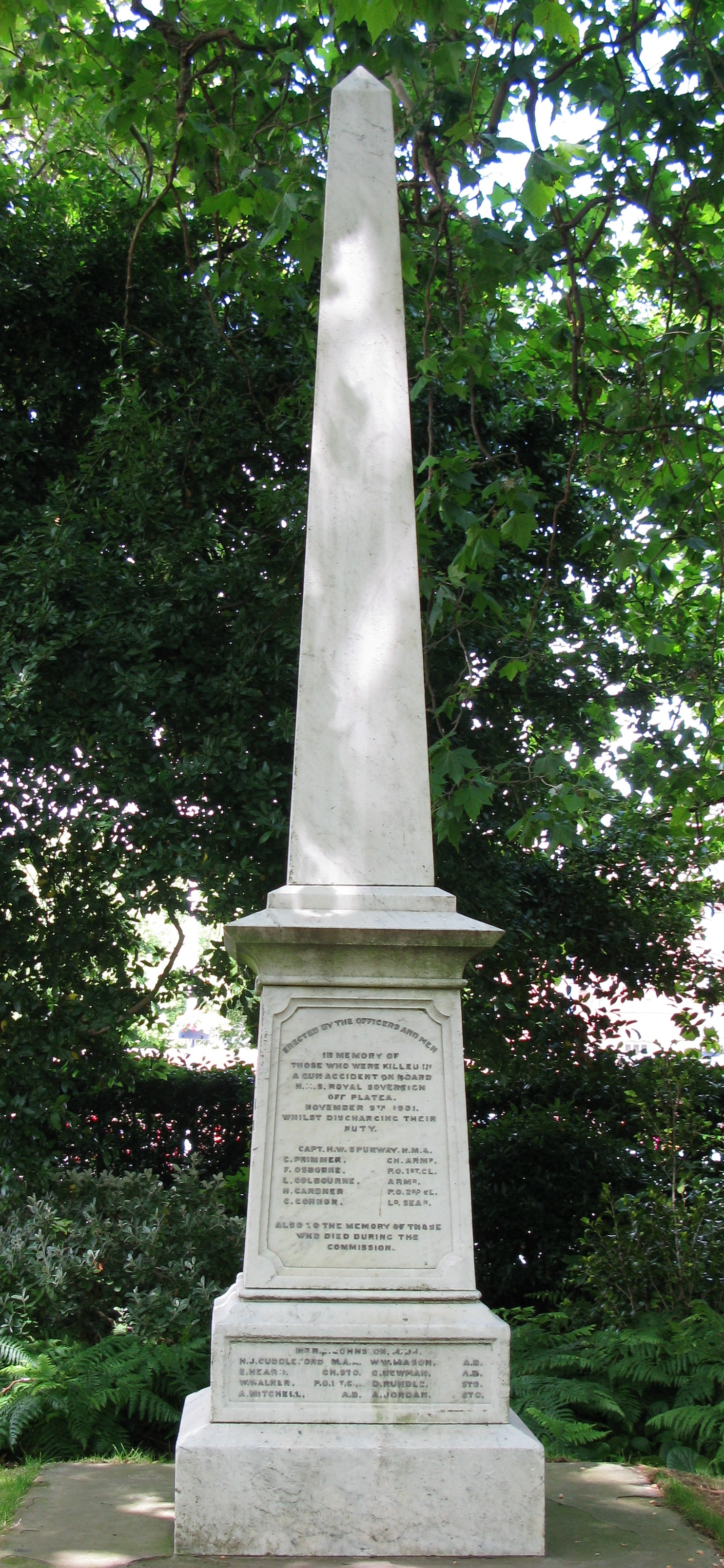
Pomnik w Portsmouth upamiętniający poległych w eksplozji na pokładzie „Royal Sovereign” w 1901 r.

9 listopada 1901 roku doszło na nim do rozerwania jednego z dział kalibru 152 mm, wskutek niewłaściwego domknięcia zamka. Zginął 1 oficer i 5 marynarzy, a 20 ludzi (w tym 1 oficer) zostało rannych.
Od 1902 roku pływał w składzie Home Fleet, przemianowanej w 1905 roku na Flotę Kanału. W latach 1903–1904 przeszedł intensywny remont. Od roku 1909 przebywał w rezerwie, a w październiku 1913 roku został sprzedany na złom do Włoch.